# Mount Rainier (informática)
Mount Rainier es un sistema de archivos para discos ópticos que añade la posibilidad de utilizar escritura de paquetes al UDF (Universal Disk Format). Su propósito es el de sustituir al disco flexible. Recibe el nombre en honor a una montaña cercana a Seattle, Washington, Estados Unidos.
Mount Rainier puede utilizarse sólo en dispositivos que sean compatibles explícitamente. Por otro lado, no necesita medios especiales; funciona en todo tipo de medios ópticos regrabables, ya sea CD o DVD.
Si bien ya es posible utilizar CD-RW como discos floppy con el Universal Disk Format, esta utilización es gestionada por software especial ajeno al formato. Mount Rainier es independiente del sistema operativo y está totalmente basado en hardware. El tiempo necesario para formatear un disco con este sistema de archivos oscila alrededor de un minuto en función de las características de la unidad. Además, este nuevo estándar añade algunos sectores extra al final del disco para su gestión. Estos sectores se alojan en una tabla en el lead-in (un área especial del disco) y en una copia de dicha tabla en el lead-out. El formato también permite la utilización de DVD+RW de forma similar.
Mount Rainier estará implementado de forma nativa en Windows Vista, y algunas distribuciones de GNU/Linux ya incluyen compatibilidad nativa. Los sistemas operativos no compatibles necesitan software de terceros para poder leer y escribir el formato Mount Rainier.
CD-MRW es el nombre utilizado para discos con este sistema de ficheros: Compact Disc - Mount Rainier Read/Write.